# Чуриловски манастир (Гърция)
 Тази статия е за манастира в Гърция.  За манастира в България вижте Чуриловски манастир.  
Чуриловският манастир „Свети Николай“ (на гръцки: Μονή Αγίου Νικολάου или Μονή Αγίου Νικολάου Τσιριλόβου) е женски манастир в Егейска Македония, Гърция.

## Местоположение
Манастирът е разположен в северните склонове на планината Саракина на територията на дем Костур, на 4 km югоизточно от село Чурилово, прекръстено през 1955 на Агиос Николаос по името на манастира. Манастирът е подчинен на Костурската митрополия.

## История
Датата на основаване на манастира не е известна, но митрополит Филарет Костурски твърди, че е краят на XVIII век.
По време на Гръцката въоръжена пропаганда в Македония (1904 - 1908) манастирът, под ръководството на игумена Григорий, гъркоманин от Чурилово, става убежище на гръцките андарти, воюващи с четите на ВМОРО и затова в 26 февруари 1905 година е изгорен от четата на Никола Марковски. След изгарянето му манастирът запада и става метох на съседния „Свети Безсребреници“.
Манастирът е възстановен в 1963 година вече като женски манастир под ръководството на архимандрит Севастиан Стефанопулос. Изградено е ново крило и параклис на „Свети Антоний“. Издигнат е и нов католикон – трикорабна базилика. Килията на Павлос Мелас е превърната в музей.